# Коган, Галина Фридмановна
Галина Фридмановна Коган (1921—2009, печаталась также как Галина Владимировна Коган) — советский и российский литературовед, директор Музея-квартиры Ф. М. Достоевского в Москве (1955-1979).
В 50-60-е годы это был единственный музей Достоевского в СССР, и на своём посту она много делала для собирания всего связанного с памятью о Достоевском, помогала открыть музеи писателя в Ленинграде, Старой Руссе, Новокузнецке, боролась за сохранение исторических памятников, в том числе Оптиной пустыни. Предоставила возможность М. Бахтину публично выступить в музее.
В комментарии к роману «Преступление и наказание», подготовленному ею и изданному в серии «Литературные памятники», впервые были проанализированы евангельские и библейские сюжеты.
По воспоминаниям Ильи Глазунова, «маленькая женщина с живыми одухотворёнными глазами».